# 中国民主促进会黑龙江省委员会
中国民主促进会黑龙江省委员会，简称民进黑龙江省委、黑龙江民进，是中国民主促进会在黑龙江省的地方组织。